# 미스 월드

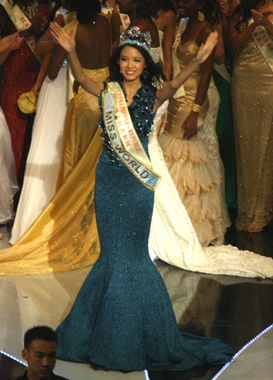
2007년 미스 월드 장즈린

미스 월드 (Miss World)는 줄리아 몰리가 주최하는 세계 미인 선발 대회로, 1951년 제1회 대회가 개최되었다. 미스 유니버스, 미스 인터내셔널, 미스 어스와 함께 세계 4대 미인대회에 속한다.
2007년부터 2011년까지 선발된 미스 월드 우승자는 미스 유니버스와 마찬가지로 HIV/AIDS 봉사활동을 하게 된다.

## 역대 대회

### 미스 월드 2008

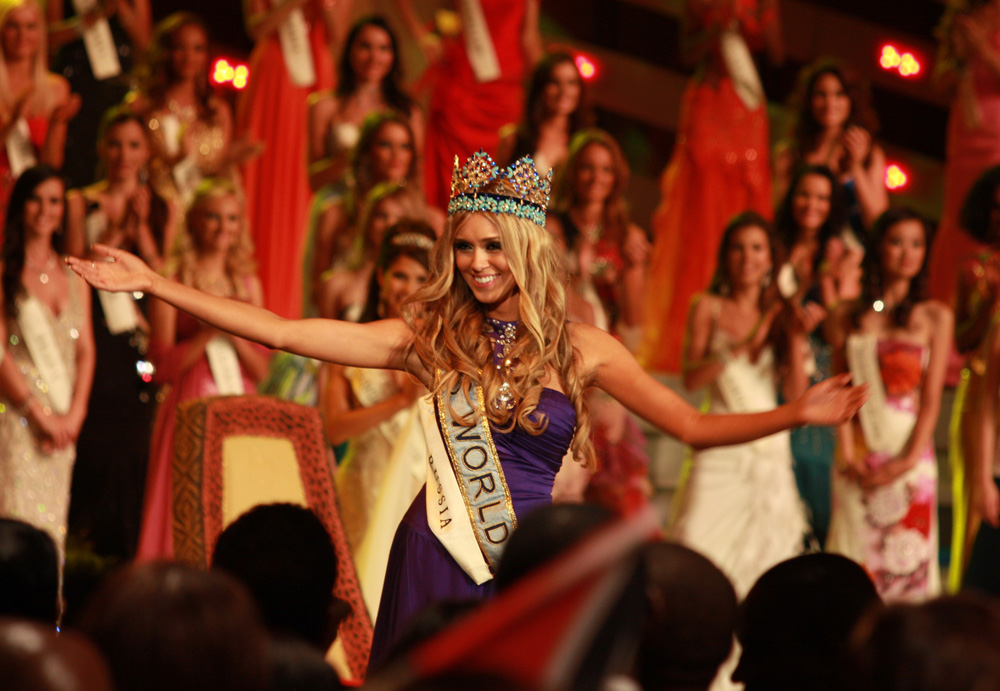
MW - 2008

제58회 미스 월드 2008 대회는 2008년 12월 13일의 남아프리카 공화국 요하네스버그의 샌톤 컨벤션 센터에서 열렸다.
원래 우크라이나 키이우에서 열릴 예정이었으나, 조지아-러시아 간 남오세티야 전쟁으로 인하여 미스 월드 조직회는 동유럽 국가보다 안전한 곳을 선택하였는데, 그곳이 바로 남아프리카 공화국이었다.
역대 미스 월드 중 참가자 수가 제일 많았던 해는 107명이 참가한 2004년이었는데, 2008년 대회에는 그보다 많은 109명이 참가하여 경쟁을 벌였다. 2009년에는 110개 국가에서 참가할 예정이므로 이 기록이 깨어질 수도 있다.
미스 월드 2008에서는 러시아의 크세니야 스키노바가 미스 월드 2007 우승자 장즈린에게서 왕관을 물려받았다.

### 미스 월드 2009
제59회 미스 월드 2009 대회는 미스 월드 2008 대회와 마찬가지로 남아프리카 공화국의 요하네스버그에서 열렸다. 총 112개국의 참가자가 참가하였으며, 사상 최초로 지브롤터 출신의 참가자가 우승하였다.

## 타이틀 보유자
| 년도 | 미스 월드 우승 (1위)              | 준우승                            | 준우승                                                                                    | 준우승 | 준우승 | 개최지                         | 참가자 |
| 년도 | 미스 월드 우승 (1위)              | 2위                               | 3위                                                                                       | 4위 | 5위 | 개최지                         | 참가자 |
| ---- | --------------------------------- | --------------------------------- | ----------------------------------------------------------------------------------------- | --- | --- | ------------------------------ | ------ |
| 2000 | 인도 프리얀카 초프라              | 이탈리아 조르지아 팔마스          | 튀르키예 육셀 아크                                                                        | 수여되지 않음 (Top 5 카자흐스탄마가리타 우루과이 카챠 )                                                        | 수여되지 않음 (Top 5 카자흐스탄마가리타 우루과이 카챠 )                                                        | 영국, 런던                     | 95     |
| 2001 | 나이지리아 아그바니 다레고        | 아루바 지지 리                    | 스코틀랜드 줄리엣-제인 혼                                                                 | 수여되지 않음 (Top 5 중국리빙 니카라과 리지아 크리스티나 )                                                     | 수여되지 않음 (Top 5 중국리빙 니카라과 리지아 크리스티나 )                                                     | 남아프리카공화국, 선시티       | 93     |
| 2002 | 튀르키예 아즈라 아킨              | 콜롬비아 나탈리아 페랄타          | 페루 마리나 모라                                                                          | 수여되지 않음                                                                                                  | 수여되지 않음                                                                                                  | 영국, 런던                     | 88     |
| 2003 | 아일랜드 로잔나 데이비슨          | 캐나다 나자닌 아프신-잼           | 중국 관치                                                                                 | 수여되지 않음 (Top 5 인도아미 바시 필리핀 마리아 라파엘라 유논 )                                               | 수여되지 않음 (Top 5 인도아미 바시 필리핀 마리아 라파엘라 유논 )                                               | 중국, 싼야                     | 106    |
| 2004 | 페루 마리아 줄리아 만티야         | 도미니카 공화국 클라우디아 크루즈 | 미국 낸시 랜달                                                                            | 수여되지 않음 (Top 5 필리핀 칼라 바티스타 폴란드 카타르지나 )                                                  | 수여되지 않음 (Top 5 필리핀 칼라 바티스타 폴란드 카타르지나 )                                                  | 중국, 싼야                     | 107    |
| 2005 | 아이슬란드 운누르 비르나          | 멕시코 다프네 몰리나              | 푸에르토리코 잉그리드 마리 리베라                                                         | 수여되지 않음 (Top 6 이탈리아 소피아 브루콜리 대한민국 오은영 탄자니아 낸시 수마리 )                           | 수여되지 않음 (Top 6 이탈리아 소피아 브루콜리 대한민국 오은영 탄자니아 낸시 수마리 )                           | 중국, 싼야                     | 102    |
| 2006 | 체코 타타나 쿠차르소바            | 루마니아 이오아나 보이토르        | 오스트레일리아 사브리나 후사미                                                            | 수여되지 않음 (Top 6 앙골라 스티비안드라 올리베이라 브라질 제인 보르헤스 자메이카 사라 로렌스 )                | 수여되지 않음 (Top 6 앙골라 스티비안드라 올리베이라 브라질 제인 보르헤스 자메이카 사라 로렌스 )                | 폴란드, 바르샤바               | 104    |
| 2007 | 중국 장쯔린                       | 앙골라 미카엘라 레이스            | 멕시코 캐롤리나 모란                                                                      | 수여되지 않음 (Top 5 스웨덴 애니 올리브 트리니다드 토바고 발렌 )                                               | 수여되지 않음 (Top 5 스웨덴 애니 올리브 트리니다드 토바고 발렌 )                                               | 중국, 싼야                     | 106    |
| 2008 | 러시아 크세니아 수키노바          | 인도 파르바시 오마나쿠탄          | 트리니다드 토바고 가브리엘 월콧                                                           | 수여되지 않음 (Top 5 앙골라 비르지테 남아프리카 공화국 탠시 )                                                  | 수여되지 않음 (Top 5 앙골라 비르지테 남아프리카 공화국 탠시 )                                                  | 남아프리카공화국, 요하네스버그 | 109    |
| 2009 | 지브롤터 카이아네 알도리노        | 멕시코 페를라 벨트란              | 남아프리카 공화국 테이텀 케슈와르                                                         | 수여되지 않음 (Top 7 캐나다 레나 마 콜롬비아 다니엘라 라모스 프랑스 끌로에 모르토 파나마 나데게 에레라 )       | 수여되지 않음 (Top 7 캐나다 레나 마 콜롬비아 다니엘라 라모스 프랑스 끌로에 모르토 파나마 나데게 에레라 )       | 남아프리카공화국, 요하네스버그 | 112    |
| 2010 | 미국 알렉산드리아 밀스            | 보츠와나 엠마 와레우스            | 베네수엘라 아드리아나 바시니                                                              | 수여되지 않음 (Top 5 중국 샤오탕 아일랜드 엠마 브릿 왈드론 )                                                   | 수여되지 않음 (Top 5 중국 샤오탕 아일랜드 엠마 브릿 왈드론 )                                                   | 중국, 싼야                     | 115    |
| 2011 | 베네수엘라 이비안 사르코스        | 필리핀 그웬돌린 루아이스          | 푸에르토리코 아만다 빌라노바                                                              | 수여되지 않음 (Top 7 영국 알리즈 릴리 대한민국 도경민 남아프리카 공화국 보캉 몬트제인 스코틀랜드 제니퍼 로치 ) | 수여되지 않음 (Top 7 영국 알리즈 릴리 대한민국 도경민 남아프리카 공화국 보캉 몬트제인 스코틀랜드 제니퍼 로치 ) | 영국, 런던                     | 113    |
| 2012 | 중국 유원샤                       | 웨일스 소피 몰드                  | 오스트레일리아 제시카 카하와티                                                            | 수여되지 않음 (Top 7 브라질마리아나 노타란젤로 인도 바냐 미슈라 자메이카 디에나 로빈스 남수단 아통 데마치 )    | 수여되지 않음 (Top 7 브라질마리아나 노타란젤로 인도 바냐 미슈라 자메이카 디에나 로빈스 남수단 아통 데마치 )    | 중국, 내몽고                   | 116    |
| 2013 | 필리핀 메건 영                    | 프랑스 마린 로펠랭                | 가나 카란자르 나아                                                                        | 수여되지 않음 (Top 6 브라질 산클레르 프란츠 지브롤터 마루아 카르보우치 스페인 엘레나 이바르비아 )              | 수여되지 않음 (Top 6 브라질 산클레르 프란츠 지브롤터 마루아 카르보우치 스페인 엘레나 이바르비아 )              | 인도네시아, 발리               | 127    |
| 2014 | 남아프리카 공화국 롤린 스트라우스 | 헝가리 에디나 쿨차르              | 미국 엘리자베스 새프리트                                                                  | 수여되지 않음 (Top 5 오스트레일리아 코트니 소프 영국 카리나 )                                                  | 수여되지 않음 (Top 5 오스트레일리아 코트니 소프 영국 카리나 )                                                  | 영국, 런던                     | 121    |
| 2015 | 스페인 미레이아 랄라구나          | 러시아 소피아 니키추크            | 인도네시아 마리아 하르판티                                                                | 수여되지 않음 (Top 5 자메이카사네타 미리에 레바논 발레리 아부 )                                                | 수여되지 않음 (Top 5 자메이카사네타 미리에 레바논 발레리 아부 )                                                | 중국, 싼야                     | 114    |
| 2016 | 푸에르토리코 스테파니 델 발레     | 도미니카 공화국 야리차 레예스     | 인도네시아 나타샤 마누엘라 할림                                                           | 수여되지 않음 (Top 5 케냐에블린 필리핀 카트리오나 그레이 )                                                     | 수여되지 않음 (Top 5 케냐에블린 필리핀 카트리오나 그레이 )                                                     | 미국, 메릴랜드                 | 117    |
| 2017 | 인도 마누시 칠라르                | 멕시코 안드레아 메자              | 영국 스테파니 힐                                                                          | 수여되지 않음 (Top 5 프랑스오로르 키체닌 케냐 매글린 제루토)                                                   | 수여되지 않음 (Top 5 프랑스오로르 키체닌 케냐 매글린 제루토)                                                   | 중국, 싼야                     | 118    |
| 2018 | 멕시코 바네사 폰세                | 태국 니콜렌 림스누칸              | 수여되지 않음 (Top 5 벨라루스 마리아 바실레비치 자메이카 카디자 로빈슨 우간다 퀴인 아베 ) | 수여되지 않음 (Top 5 벨라루스 마리아 바실레비치 자메이카 카디자 로빈슨 우간다 퀴인 아베 )                      | 수여되지 않음 (Top 5 벨라루스 마리아 바실레비치 자메이카 카디자 로빈슨 우간다 퀴인 아베 )                      | 중국, 싼야                     | 118    |
| 2019 | 자메이카 토니 앤 싱               | 프랑스 오펠리 메지노              | 인도 수만 라오                                                                            | 수여되지 않음 (Top 5 브라질엘리스 밀레 나이지리아 니카치 )                                                     | 수여되지 않음 (Top 5 브라질엘리스 밀레 나이지리아 니카치 )                                                     | 영국, 런던                     | 111    |
| 2021 | 폴란드 카롤리나 비엘라프스카      | 미국 슈리 사이니                  | 코트디부아르 올리비아 야세                                                                | 수여되지 않음 (Top 6 인도네시아 프리실리아 칼라 율스 멕시코 카롤리나 비달레스 북아일랜드 안나 리치 )           | 수여되지 않음 (Top 6 인도네시아 프리실리아 칼라 율스 멕시코 카롤리나 비달레스 북아일랜드 안나 리치 )           | 푸에르토리코, 산후안           | 97     |
| 2023 | 체코 크리스티나 피슈코바          | 레바논 야스미나 자이툰            | 수여되지 않음 (Top 4 보츠와나 레세고 촘보 트리니다드 토바고 아셰 아브라함스 )             | 수여되지 않음 (Top 4 보츠와나 레세고 촘보 트리니다드 토바고 아셰 아브라함스 )                                  | 수여되지 않음 (Top 4 보츠와나 레세고 촘보 트리니다드 토바고 아셰 아브라함스 )                                  | 인도, 뭄바이                   | 112    |
| 2025 | 태국 수차타 추앙스리              | 에티오피아 하셋 데레제 아드마수   | 폴란드 마야 클라이다                                                                      | 마르티니크 오렐리 요아킴                                                                                       | 수여되지 않음 (Top 8 브라질 제시카 나미비아 셀마 필리핀 크리슈나 우크라이나 마리아)                            | 인도, 하이데라바드             | 108    |
| 2026 |                                   |                                   |                                                                                           | | |                                |        |

## 국가별 역대 우승 횟수
- 기준: 2025년

| 횟수 | 국가 |
| ---- | --- |
| 6    | 베네수엘라, 인도 |
| 5    | 영국 |
| 4    | 자메이카 |
| 3    | 남아프리카 공화국, 미국, 스웨덴, 아이슬란드 |
| 2    | 네덜란드, 독일, 러시아, 아르헨티나, 오스트레일리아, 오스트리아, 중국, 페루, 푸에르토리코, 폴란드, 체코                                                                         |
| 1    | 괌, 그레나다, 그리스, 나이지리아, 도미니카 공화국, 멕시코, 버뮤다, 브라질, 스페인, 아일랜드, 이스라엘, 이집트, 지브롤터, 터키, 트리니다드 토바고, 필리핀, 프랑스, 핀란드, 태국 |

## 대한민국의 역대 출전자

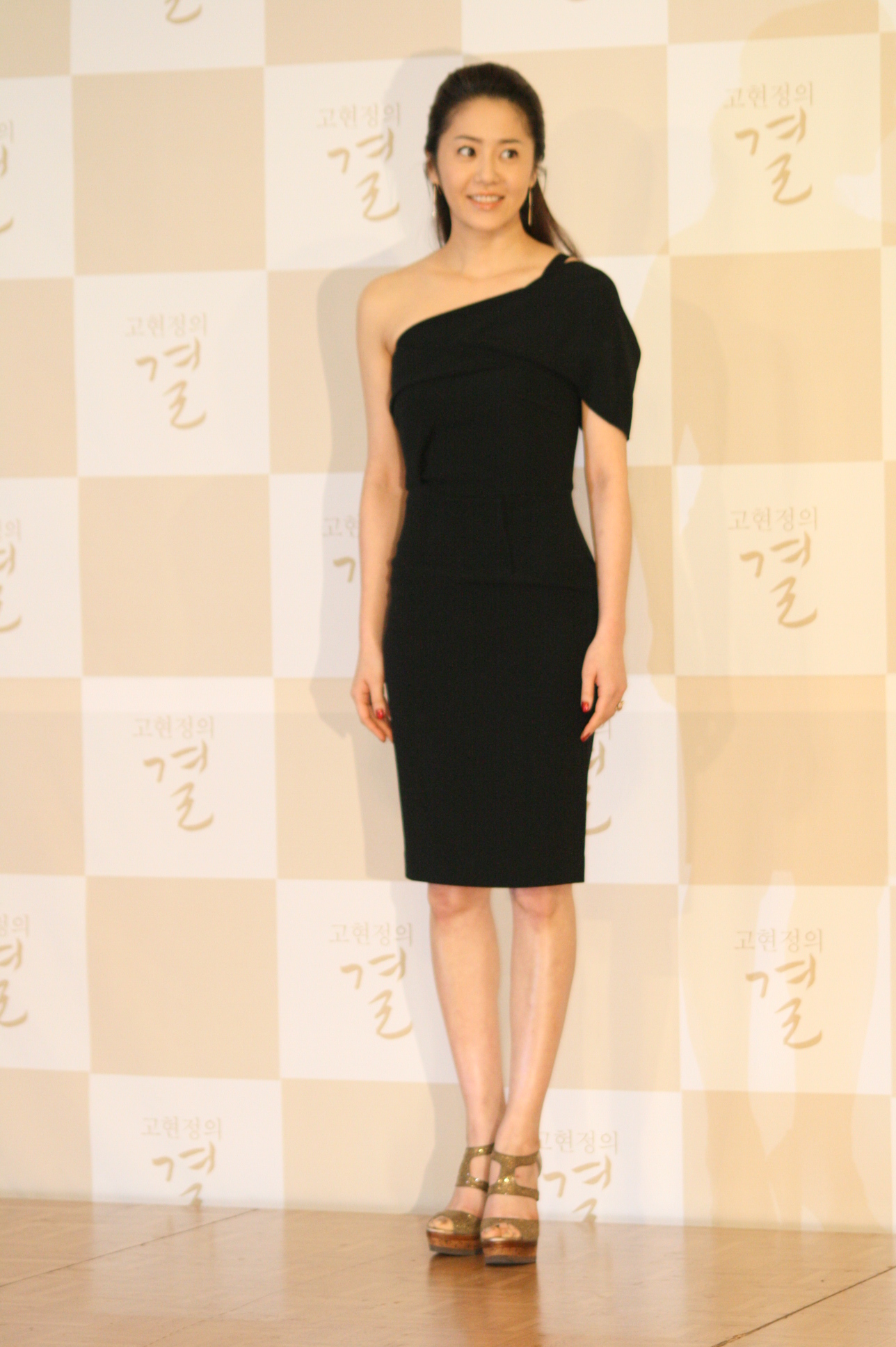
미스 월드 1990 대회에 대한민국 대표로 출전한 미스코리아 선 고현정.

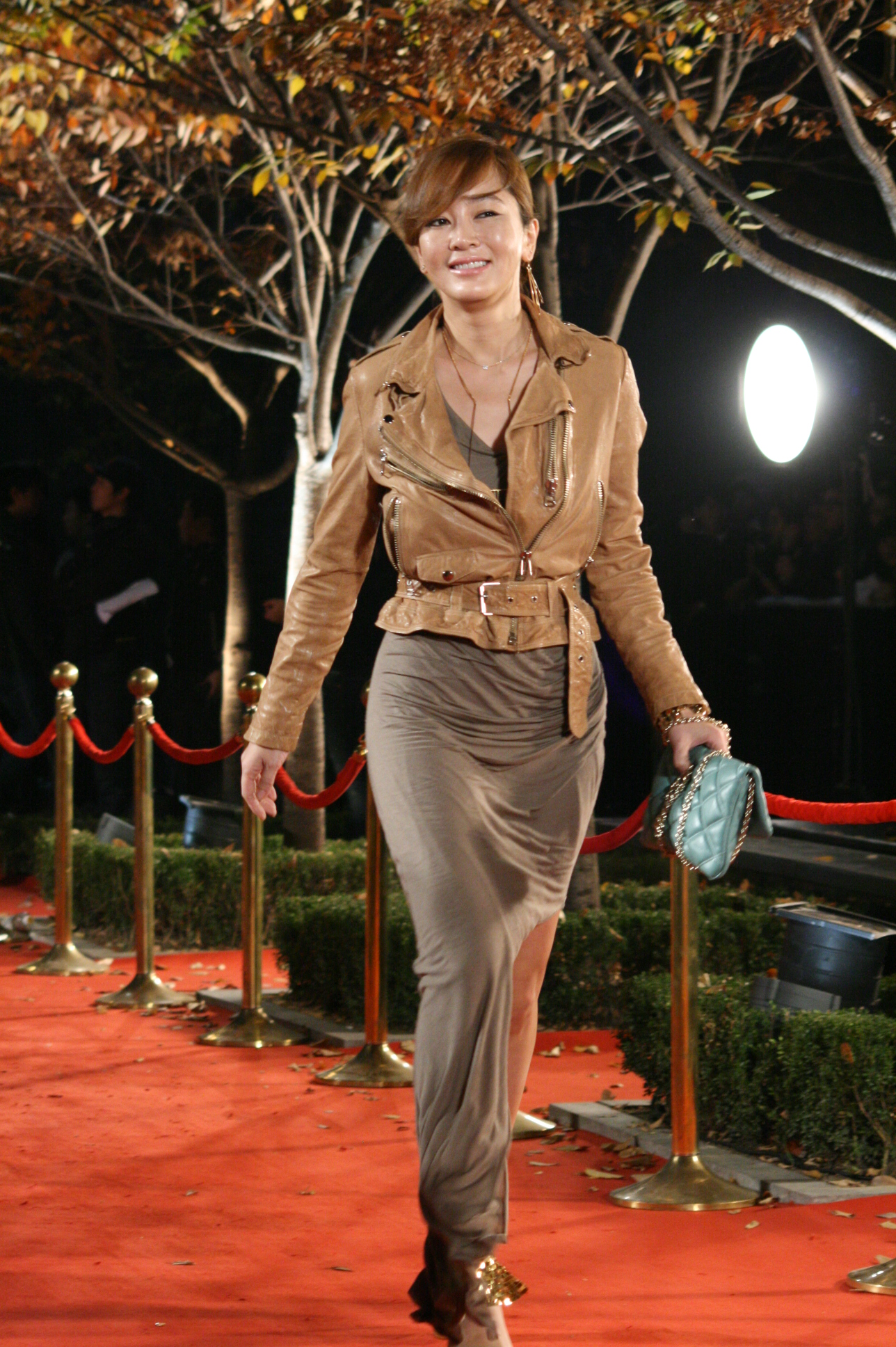
미스 월드 1993 대회에 대한민국 대표로 출전한 미스코리아 미 이승연.

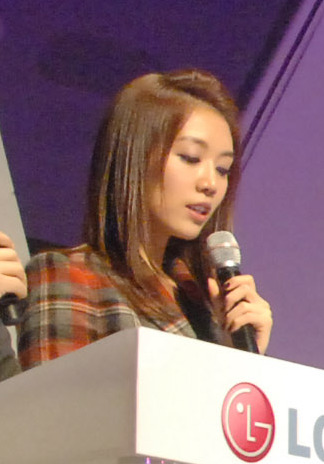
미스 월드 2001 대회에 대한민국 대표로 출전한 미스코리아 선 서현진.

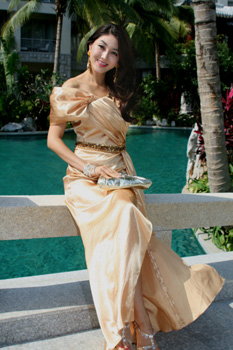
미스 월드 2007 대회에 대한민국 대표로 출전한 미스코리아 선 조은주.

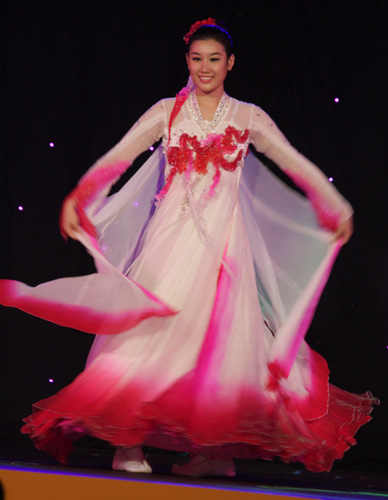
미스 월드 2008 대회에 대한민국 대표로 출전한 미스코리아 선 최보인.

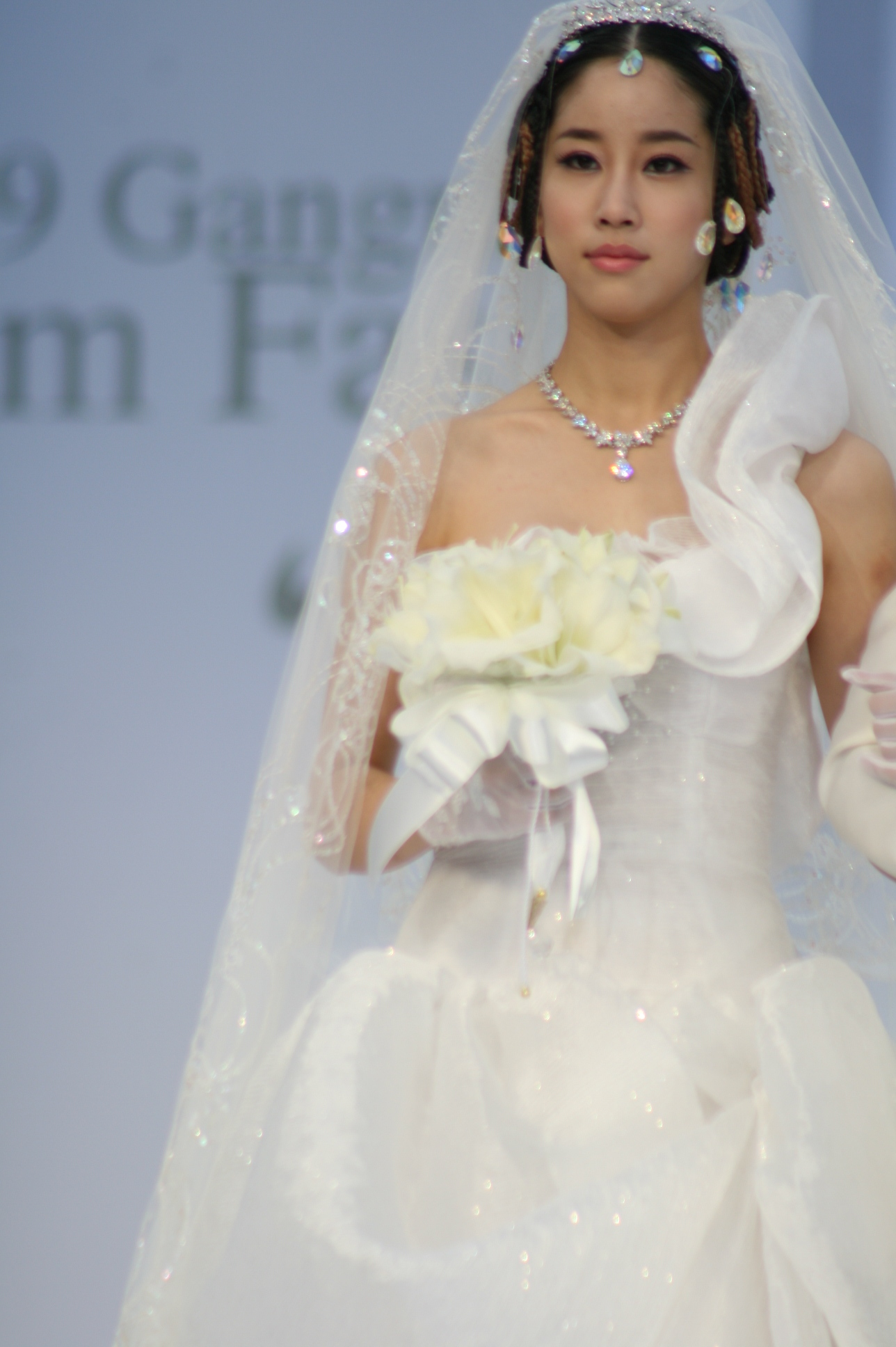
미스 월드 2009 대회에 대한민국 대표로 출전한 미스코리아 진 김주리.

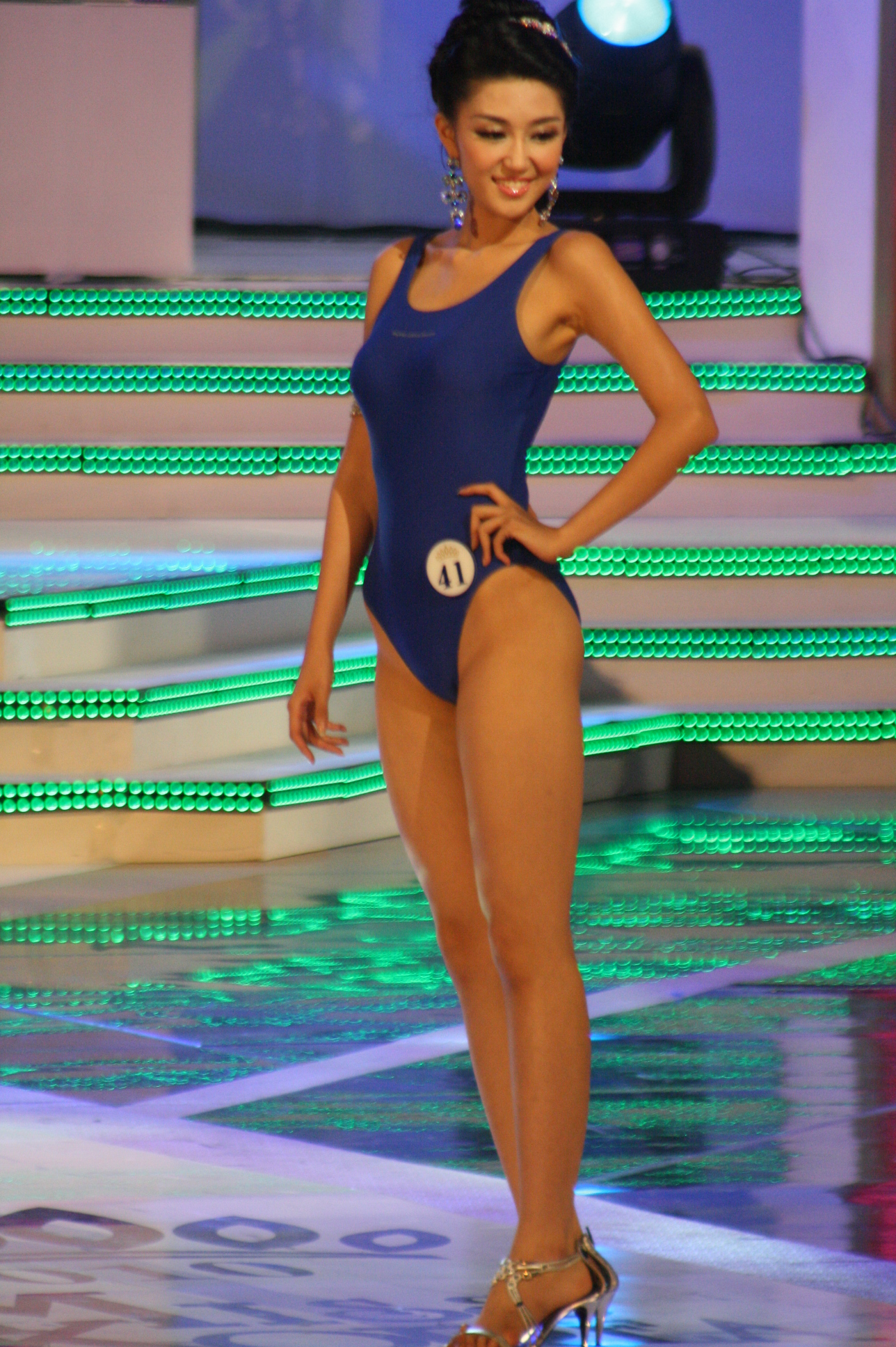
미스 월드 2010 대회에 대한민국 대표로 출전한 미스코리아 선 김혜영.

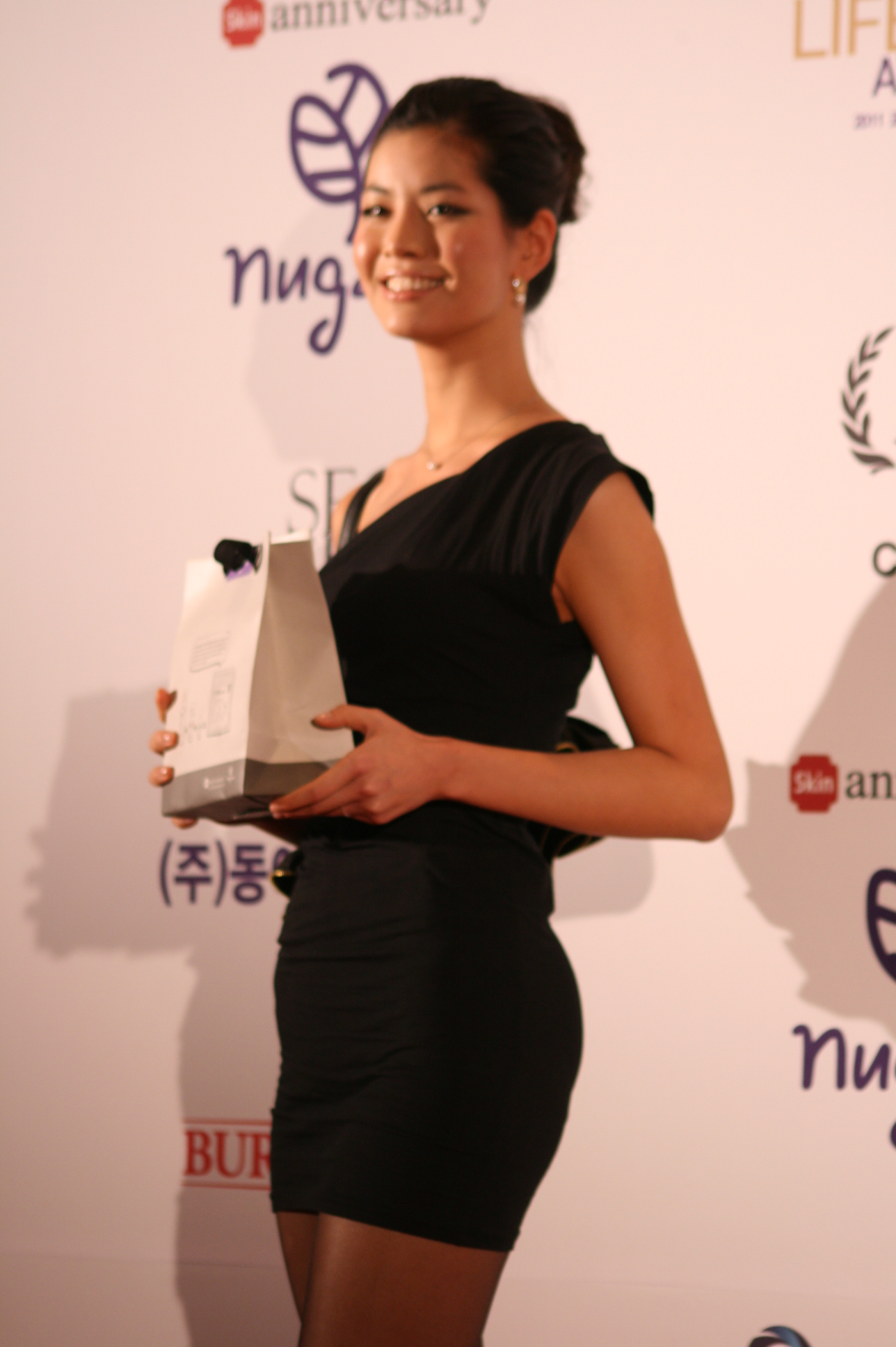
미스 월드 2011 대회에 대한민국 대표로 출전한 미스 월드 코리아 도경민.

| 연도        | 이름                     | 출전 자격                       | 수상                              |
| ----------- | ------------------------ | ------------------------------- | --------------------------------- |
| 1951 ~ 1958 | 미출전                   | 미출전                          | 미출전                            |
| 1959        | 서정애                   | 미스코리아 미(美)               |                                   |
| 1960        | 이영희                   | 미스코리아 미(美)               | Top 10                            |
| 1961        | 현창애                   | 미스코리아 미(美)               |                                   |
| 1962        | 정태자                   | 미스코리아 미(美)               |                                   |
| 1963        | 최금실                   | 미스코리아 미(美)               | Top 14                            |
| 1964        | 윤미희                   | 미스코리아 미(美)               |                                   |
| 1965        | 이은아                   | 미스코리아 미(美)               | Top 16                            |
| 1966        | 정을선                   | 미스코리아 미(美)               |                                   |
| 1967        | 정영화                   | 미스코리아 미(美)               |                                   |
| 1968        | 이지은                   | 미스코리아 미(美)               |                                   |
| 1969        | 김승희                   | 미스코리아 미(美)               |                                   |
| 1970        | 이정희                   | 미스코리아 미(美)               |                                   |
| 1971        | 이영은                   | 미스코리아 숙(淑)               |                                   |
| 1972        | 정금옥                   | 미스코리아 숙(淑)               | 미출전                            |
| 1973        | 안순영                   | 미스코리아 현(賢)               |                                   |
| 1974        | 심경숙                   | 미스코리아 미(美)               |                                   |
| 1975        | 이성희                   | 미스코리아 선(善)               |                                   |
| 1976        | 신병숙                   | 미스코리아 미(美)               |                                   |
| 1977        | 김순애                   | 미스코리아 미(美)               |                                   |
| 1978        | 제은진                   | 미스코리아 미(美)               |                                   |
| 1979        | 홍여진                   | 미스코리아 선(善)               |                                   |
| 1980        | 장혜지                   | 미스코리아 선(善)               |                                   |
| 1981        | 이한나                   | 미스코리아 선(善)               |                                   |
| 1982        | 최성윤                   | 미스코리아 선(善)               |                                   |
| 1983        | 서민숙                   | 미스코리아 미(美)               |                                   |
| 1984        | 이주희                   | 미스코리아 한국일보             |                                   |
| 1985        | 박은경                   | 1984년 미스코리아 보령          |                                   |
| 1986        | 안정미                   | 1985년 미스코리아 선(善)        |                                   |
| 1987        | 정명선                   | 1986년 미스코리아 미(美)        |                                   |
| 1988        | 최연희                   | 1987년 미스코리아 선(善)        | 2위 & 아시아 뷰티퀸               |
| 1989        | 김혜리                   | 1988년 미스코리아 선(善)        |                                   |
| 1990        | 고현정                   | 1989년 미스코리아 선(善)        |                                   |
| 1991        | 김태화                   | 1990년 미스코리아 선(善)        |                                   |
| 1992        | 이미영                   | 1991년 미스코리아 미(美)        |                                   |
| 1993        | 이승연                   | 1992년 미스코리아 미(美)        | Top 10                            |
| 1994        | 채연희                   | 1993년 미스코리아 태평양        |                                   |
| 1995        | 최윤영                   | 미스코리아 선(善)               | Top 5 & 아시아 태평양 뷰티퀸      |
| 1996        | 설수진                   | 미스코리아 선(善)               |                                   |
| 1997        | 김진아                   | 미스코리아 선(善)               |                                   |
| 1998        | 김건우                   | 미스코리아 선(善)               |                                   |
| 1999        | 한나나                   | 미스코리아 선(善)               |                                   |
| 2000        | 신정선                   | 미스코리아 선(善) 드봉          |                                   |
| 2001        | 서현진                   | 미스코리아 선(善) 하이트        | 베스트 드레서상                   |
| 2002        | 장유경                   | 미스코리아 선(善) 하이트 프라임 | 중도기권                          |
| 2003        | 박지예                   | 미스코리아 선(善) 하이트        |                                   |
| 2004        | 한경진                   | 미스코리아 선(善)               |                                   |
| 2005        | 오은영                   | 미스코리아 선(善) 비비큐올리브  | Top 6 & 아시아 오세아니아 뷰티퀸  |
| 2006        | 박샤론                   | 미스코리아 선(善)               |                                   |
| 2007        | 조은주                   | 미스코리아 선(善)               | 베스트 드레서상                   |
| 2008        | 최보인                   | 미스코리아 선(善)               |                                   |
| 2009        | 김주리                   | 미스코리아 진(眞)               | Top 16 & 아시아 오세아니아 뷰티퀸 |
| 2010        | 김혜영                   | 미스코리아 선(善)               |                                   |
| 2011        | 도경민                   | 2011 미스 월드 코리아 1위       | Top 7 (5위)                       |
| 2012        | 김성민                   | 2011 미스 월드 코리아 2위       |                                   |
| 2013        | 박민지                   | 2011 미스 월드 코리아 3위       |                                   |
| 2014        | 송화영                   | 2014 미스 월드 코리아 1위       |                                   |
| 2015        | 정은주                   | 2014 미스 월드 코리아 3위       |                                   |
| 2016        | 왕현                     | 2015 미스 월드 코리아 1위       | TOP 11                            |
| 2017        | 김하은                   | 2016 미스 월드 코리아 1위       | TOP 10 & 아시아 뷰티퀸            |
| 2018        | 조아                     | 2018 미스 월드 코리아 1위       | 톱모델 4위                        |
| 2019        | 임지연                   | 2019 미스 월드 코리아 1위       |                                   |
| 2020        | 미개최 (코로나19 범유행) | 미개최 (코로나19 범유행)        | 미개최 (코로나19 범유행)          |
| 2021        | 홍태라                   | 2021 미스 월드 코리아 1위       | 디자이너 드레스상                 |
| 2022        | 미개최 (코로나19 범유행) | 미개최 (코로나19 범유행)        | 미개최 (코로나19 범유행)          |
| 2023        | 김리진                   | 2023 미스 월드 코리아 1위       |                                   |
| 2024        | 미개최                   | 미개최                          | 미개최                            |
| 2025        | 정민                     | 2023 미스 월드 코리아 2위       | 미출전 (부상)                     |

## 같이 보기
- 미스 유니버스
- 미스 인터내셔널
- 미스 어스
- 미스 수프라내셔널
- 미스 그랜드 인터내셔널
- 미스 인터콘티넨탈
- 미스 아시아 퍼시픽 인터내셔널
- 미스 투어리즘 퀸 인터내셔널
- 페이스 오브 뷰티 인터내셔널
- 미스 그랜드 코리아
- 미스 코리아
- 미스터 월드